# Mila e Shiro - Due cuori nella pallavolo
Attacker You! (アタッカーYOU!?, Atakkā Yū!) è un manga di genere spokon e shōjo disegnato da Jun Makimura, scritto da Shizuo Koizumi e pubblicato in Giappone nel 1984. Esso fu pubblicato in parallelo all'omonima serie televisiva anime prodotta dalla Knack Productions e trasmessa su TV Tokyo dal 1984 al 1985.
La serie narra le avventure di Mila Hazuki, una ragazza di campagna che si trasferisce in città per frequentare le scuole medie. A scuola Mila viene a contatto con il gioco della pallavolo, diventando con il tempo una campionessa, fino a venire convocata in nazionale. Le due versioni della storia manga e anime differiscono molto fra di loro: in particolare la trama della versione animata è più complessa e sono presenti vari personaggi inediti.
La serie è arrivata in Italia nel 1986 ed è stata trasmessa dal 25 febbraio su Italia 1 con il titolo di Mila e Shiro - Due cuori nella pallavolo. L'edizione italiana del manga, integrale e fedele all'originale, risale invece al 2003, pubblicata della Star Comics con il titolo originale e il sottotitolo Mila & Shiro. I primi capitoli del manga (corrispondenti al primo tankōbon) erano già stati pubblicati negli anni ottanta sul Corriere dei Piccoli con un adattamento non molto rispettoso dell'originale (tavole ribaltate e ricolorate e nomi alterati basandosi principalmente sull'adattamento Mediaset).
Nel 2008, in occasione delle Olimpiadi di Pechino, è stato realizzato un sequel della serie animata dal titolo Mila e Shiro - Il sogno continua.

## Trama
Yu Hazuki è una ragazza di campagna che, dopo avere vissuto l'infanzia a casa dei suoi nonni, si trasferisce a Tokyo per andare a vivere con il padre Toshiko. A scuola Yu entra in contatto con la pallavolo, diventando con il tempo una campionessa. Inizialmente la ragazza giocherà nella squadra di pallavolo dell'Hikawa, la scuola media che frequenta, e si rivelerà presto molto abile e potente nelle schiacciate, ma scarsa in ricezione, cosa a cui sopperirà la bravura della centrale e ricevitrice Nami Hayase.
L'Hikawa arriva alla finale del campionato nazionale studentesco, dove però perderà contro le Sunlight, la formazione di Eri Takigawa, pallavolista che già a tredici anni era stata convocata nella nazionale olimpica. Yu vorrebbe prendersi la rivincita su Eri al campionato liceale dell'anno successivo, ma rimane sconvolta quando scopre che la Takigawa a soli 15 anni ha rinunciato a iscriversi alle superiori per entrare a far parte della squadra professionistica delle Sunlight. Non volendo rinunciare alla rivincita con Eri, tenta invano di entrare nella squadra professionistica delle Seven Fighters allenata da Mitamura, ma quest'ultimo, spiegandole che non è ancora pronta per la pallavolo professionistica e che non deve aver fretta, riesce a convincerla a iscriversi al liceo Seirin, la cui squadra di pallavolo sarà allenata dallo stesso Mitamura. Yu e Nami si iscrivono al liceo Seirin e riescono a conquistare il posto di titolare. Nonostante alcune spaccature nello spogliatoio, il Seirin riesce a qualificarsi al campionato nazionale anche per merito delle schiacciate vincenti di Yu.
Nella prima partita del campionato nazionale, tuttavia, Yu si trova in gravi difficoltà perché le avversarie hanno studiato il suo gioco ancora troppo prevedibile e la murano con facilità, approfittando del fatto che fa eccessivo affidamento sulla potenza delle schiacciate e non ha ancora appreso il gioco flessibile, come il pallonetto e i falli di muro. Grazie ai suggerimenti di So (Shiro) e dell'allenatore Mitamura e allenandosi duramente, Yu corregge questi difetti e torna a essere decisiva nelle partive successive trascinando il Seirin alla vittoria del campionato nazionale. Al termine della finale vengono annunciate le giocatrici convocate in nazionale per la trasferta del meeting del Pacifico e tra le scelte, oltre a Nami Hayase ed Eri Takigawa, vi è anche Yu Hazuki, in considerazione dei progressi mostrati nelle ultime partite. Yu corona così il sogno di giocare in nazionale e si prefissa come prossimo obiettivo la conquista di una medaglia alle olimpiadi di Seul.

## Personaggi

### Personaggi principali

Mila Hazuki nell'anime

- Mila Hazuki (葉月優?, Hazuki Yū): All'inizio della storia ha quattordici anni e frequenta la scuola media Hikawa. È una ragazza abbastanza alta, atletica, con capelli corti rossi e una grande passione per la pallavolo (nell'anime inizialmente osteggiata dal padre Toshiko). Entra nella squadra di pallavolo della scuola dopo essere stata notata dall'allenatore, Daimon. In squadra la ragazza assume il ruolo di schiacciatrice e incontra il capitano Nami Hayase che in seguito diverrà sua grande amica e comincerà il suo rapporto di amicizia-rivalità con Kaori Takigawa, giocatrice delle Sunlight Players. Nello stesso periodo Mila s'innamora di Shiro Takiki, capitano della squadra maschile di pallavolo. Verso la fine delle scuole medie Mila è notata da mister Mitamura, che l'allenerà negli anni successivi (seppur in situazioni differenti fra anime e manga) affinandone la classe sportiva e portandola a essere selezionata per le Olimpiadi di Seul dalla nazionale giapponese. Doppiata da Yūko Kobayashi (originale), Barbara De Bortoli (italiano).
- Kaori Takigawa (多岐川絵理?, Takigawa Eri): Kaori Takigawa è una giovane ragazza dai capelli rossi, che a soli tredici anni è famosa per le sue alzate. È la migliore promessa della pallavolo nipponica, tanto da essere selezionata per le Olimpiadi di Los Angeles nonostante la giovane età. Diventerà, con Nami, la migliore amica di Mila. È in grado di ricoprire ottimamente anche il ruolo di schiacciatrice, ma eccelle nel palleggio, ruolo in cui imposta e comanda il gioco della squadra. Elemento inamovibile delle Sunlight Player, che rimarranno sempre la sua squadra di appartenenza. Doppiata da Yumi Takada (originale), Laura Boccanera (ep. 1-56), Monica Ward (ep. 57-58, italiano).
- Nami Hayase (早瀬奈美?, Hayase Nami): Nami Hayase all'inizio della serie è titolare della squadra di pallavolo della scuola Hikawa. All'inizio odia Mila, è scontrosa e acida; con il tempo si rivela dolce, buona, sensibile e si affezionerà a Mila, diventandone una delle sue migliori amiche. Specialista della difesa, gioca come ricevitrice ma sa anche finalizzare bene a rete e inoltre possiede un ottimo servizio (la "battuta a volo di rondine"). Doppiata da Naoko Matsui (originale), Rita Baldini (italiano).

### Personaggi secondari
- Shiro Takiki (立樹爽?, Tachiki Sō): Senpai di Mila alle superiori e giovane promessa della pallavolo maschile. Nel manga il ragazzo non rivelerà mai i suoi sentimenti per lei, rimanendo comunque una fonte di sostegno per la ragazza. Nell'anime, pur ricambiando i suoi sentimenti, farà sì che la loro relazione non interferisca con la passione della ragazza per la pallavolo. Nel finale del fumetto la sua squadra (il Seinan) vince il torneo maschile Inter-high (il campionato nazionale dei club di pallavolo delle scuole superiori). Sebbene nel titolo italiano sia stato elevato a co-protagonista, in realtà Shiro è un personaggio minore della storia. Doppiato da Ken'yū Horiuchi (originale), Vittorio Guerrieri (italiano).
- Toshiko Hazuki (葉月俊彦?, Hazuki Toshihiko), soprannominato dalla figlia Toshi[2]: Padre di Mila e famoso fotografo. Nell'anime sarà inizialmente contrario alla scelta della figlia di giocare a pallavolo per via dei passati dissapori con l'ex-moglie (e madre della ragazza) Kyushi, anch'essa pallavolista. Doppiato da Michihiro Ikemizu (originale), Mauro Bosco (italiano).
- Daisaku Daimon (大門松五郎?, Daimon Matsugorō): Allenatore del club di pallavolo femminile dell'Hikawa, è lui che propone a Mila di entrare in squadra dopo averla vista giocare sfidandosi contro Nami. Nell'anime viene caratterizzato come un allenatore che usa metodi d'allenamento anche brutali (tra cui picchiare le giocatrici con la sua spada di bambù o schiaffeggiarle per motivi anche futili), caratteristica assente nel manga. In seguito si trasferirà alla squadra dell'Unicorn, dove allenerà Nami Hayase e successivamente entrerà nel giro degli allenatori della Nazionale giapponese. Gli verrà affidato in un primo tempo la squadra B, e rivaleggerà con Yamahoka (durante la regular-season allenatore delle Sunlight), allenatore della squadra A. Doppiato da Shigezou Sasaoka (originale), Gabriele Carrara (ep.1-48), Germano Longo (ep. 49-53), ?? (ep. 54-58) (italiano).
- Dani Mitamura (三田村慎吾?, Mitamura Shingo, Kunihiko Mitamura nel manga[3]): ex-giocatore e allenatore delle Seven Fighters, prende Mila sotto la sua ala protettrice fino alla nazionale maggiore, di cui diventerà prima osservatore internazionale e successivamente co-direttore tecnico assieme a Daimon. Doppiato da Kazuyuki Sogabe (originale), Francesco Prando (ep 1-54), Vittorio Guerrieri (ep. 55) Roberto Del Giudice (ep. 57-58, italiano).
- Chibi (Meiko Nanao, detta Mei): migliore amica di Mila all'Hikawa. Il suo ruolo dovrebbe essere alzatrice, in quanto Mila dice in un episodio "non c'è nessuno che sappia palleggiare meglio di te in squadra". Dalla 17ª puntata in poi Chibi assume un ruolo marginale, comparendo solo nei flashback di Mila o venendo citata nei discorsi per ricordare i momenti delle medie. Doppiata da Satoko Kitô (originale), Monica Ward (italiano).

### Altri personaggi
- Yamahoka: Allenatore delle Sunlight Players e in seguito Direttore Tecnico della Nazionale giapponese femminile. Può essere considerato a tutti gli effetti l'antagonista generale dell'anime tentando con mezzi, non sempre leciti, di ottenere ciò che vuole e mettendo più volte i bastoni tra le ruote a Mila, Mitamura e alle Seven Fighters.
- Oky Samoto: Alzatrice delle Seven Fighters e grande amica di Mila. Verrà selezionata tra le dodici giocatrici della nazionale giapponese che parteciperanno alle Olimpiadi di Seul.
- Hatsue Yamakawa: Ricevitrice delle Seven Fighters e una delle migliori amiche della protagonista. Verrà selezionata tra le dodici giocatrici della nazionale giapponese che parteciperanno alle Olimpiadi di Seul.
- Miki Hishigaki: Giocatrice delle Seven Fighters e grande amica di Mila. Verrà selezionata tra le dodici giocatrici della nazionale giapponese che parteciperanno alle Olimpiadi di Seul.
- Yuki Mivashi: Schiacciatrice delle Seven Fighters e membro più anziano della squadra. Aiuterà Mila durante il suo infortunio al ginocchio. Dopo l'arrivo in squadra di Sori Shinoda, perderà il suo posto da titolare.
- Hiro: Giocatrice delle Seven Fighters, inizialmente inclusa nella nazionale olimpica, sarà esclusa dalla selezione finale.
- Sashita: Allenatore delle Seven Fighters e nonostante la sua bassa statura (Mila quando lo incontra lo chiama TAPPETTO), è un severissimo e rispettatissimo professionista, capace di portare avanti una squadra come quella di Mila e compagne.
- Rayaka Omori: Giocatrice Universale, caratterizzata da una grande statura e da una forte schiacciata. Verrà acquistata dalle Sunlight in vista del campionato di lega mettendosi subito in evidenza. Sarà selezionata tra le dodici giocatrici titolari in vista delle Olimpiadi di Seul. Doppiata da Roko Takizawa (originale).
- Clara Osuji: Schiacciatrice delle Sunlight Players, ha una perfetta intesa con la compagna di squadra e di nazionale Kaori Takigawa con la quale mette appunto il micidiale "Attacco Laser". Si metterà in evidenza durante la divisione della Nazionale in due squadre venendo poi selezionata per le Olimpiadi di Seul.
- Eira Omija: Schiacciatrice delle Sunlight Players dalla solida esperienza internazionale (ha infatti partecipato alle olimpiadi di Los Angeles). Sarà selezionata tra le dodici giocatrici che parteciperanno alle Olimpiadi di Seul.
- Shoko Otaki: Ricevitrice delle Sunlight Players, verrà selezionata anch'ella per Seul.
- Monia Takami: Schiacciatrice dotata di una grande statura, è alta 1.85 cm. Inizialmente rivale di Mila ne diverrà in seguito buona amica e verrà poi acquistata dalle Orient, assumendo gradualmente un ruolo sempre più marginale. Inizialmente selezionata per la rosa iniziale della Nazionale, verrà però esclusa dalla formazione finale.
- Asai Hiromine: Capitano e stella della squadra dell'Università Nanba Women. Verrà sconfitta dalle Seven Fighters durante il primo turno del Torneo Open. Inizialmente selezionata per la rosa iniziale della Nazionale, verrà però esclusa dalla formazione finale.
- Nabiki Yokono detta Moby Dicki: Schiacciatrice della squadra delle medie della Tetakabe, verrà sconfitta dall'Hikawa di Mila e Nami. Verrà in seguito ingaggiata dalle Saiei, facendo da comprimaria alle due straniere Heinze e Crosby. Inizialmente selezionata per la rosa iniziale della Nazionale, verrà però esclusa dalla formazione finale.
- Heinz e Crosby: Giocatrici statunitensi e medaglie d'argento olimpiche alle Olimpiadi di Los Angeles, dotate di una grandissima elevazione. Verranno ingaggiate dalle Saiei rendendole una squadra fortissima. Batteranno nettamente le Seven Fighters durante una gara amichevole per poi venire sconfitte ai quarti di finale del Torneo Open proprio da Mila e compagne.
- Vera Oriki: Figlia di una celebre ex giocatrice, verrà selezionata nella squadra B quando la nazionale verrà divisa in due, mettendosi in evidenza come alzatrice di grande talento. Verrà inclusa nel Giappone che parteciperà alle Olimpiadi di Seul.
- Tullia Kaido: Ruvida ed energica schiacciatrice. Dotata di una fortissima schiacciata, probabilmente superiore a quella di Mila, ma di pessime qualità nella ricezione. Prepotente e antipatica verrà scoperta da Daimon che inizialmente deciderà di puntare su di lei a discapito di Mila con la quale inizia subito una fortissima rivalità. Durante le partite tra le due nazionali giapponesi verrà scambiata da Daimon. Con la nazionale di Yamahoka offre un ottimo rendimento mettendo in seria difficoltà Mila, che alla fine però riesce a batterla.
- Maomi Masuda: Giocatrice universale con buone doti nella ricezione. Verrà inserita nella nazionale giapponese dopo che sarà divisa in due squadre. Giocherà le prime due partite con la squadra di Yamahoka per poi passare in quella di Daimon che decide di scambiarla con Tulia. Inizialmente esclusa dalla squadra per Seul, verrà in seguito reintegrata in vista dell'infortunio di Nami.
- Atina Takase: Giovane alzatrice inserita nella nazionale A in seguito alla divisione in due squadre. Verrà esclusa dalla lista finale per le Olimpiadi di Seul.
- Roche Sato: Abilissima schiacciatrice della nazionale peruviana e sorella adottiva di Sunny, cresciuta dal padre di quest'ultimo come una vera figlia. Dotata di grande elevazione, sfiderà Mila e le Seven Fighters con la propria nazionale riuscendo ad avere la meglio.
- Kira Subuchi: Capitano dell'Hikawa e buona amica di Mila. Si infortunerà al ginocchio nel torneo delle scuole medie e dopo l'eliminazione da parte delle Sunlight, lascerà la squadra e cederà la fascia di capitano a Nami, alla quale farà dono anche di preziosi consigli. Dopo l'ingresso di Mila nelle Seven Fighters non viene più vista ne menzionata.
- Kumazawa: È il medico che tiene in cura, nella sua clinica, Mila e Yoghina durante i loro infortuni.
- Sina Nahoko: Compagna di Mila e Nami nell'Hikawa. Inizialmente ostile a Mila ne diverrà in seguito amica. Dopo il passaggio di Mila e Nami nella pallavolo di serie non viene più vista ne menzionata.
- Hamasaki: Allenatore delle Sunlight Players delle scuole medie. Arrogante e sicuro di sé. Lo si vede in alcune scene come vice di Yamahoka.

### Personaggi esclusivi dell'anime
- Sunny Hazuki (葉月サニー?, Hazuki Sanī): Nato in Perù, è il fratello minore adottivo di Mila. Isamu Sato, il suo vero padre, era emigrato in Perù e vi aveva portato la pallavolo ai massimi livelli. Alla morte dei genitori, Sunny viene adottato da Toshiko (amico di vecchia data del padre del bambino) e si affeziona subito alla sua nuova sorellona Mila. Oltre a Mila, Sunny ha un'altra sorella maggiore adottiva in Perù di nome Roche, cresciuta da Sato come fosse sua figlia. Doppiato da Runa Akiyama (originale), Rita Baldini (italiano).
- Kyushi Tajima (田島カナコ?, Tajima Kanako): Ex giocatrice, commentatrice televisiva e allenatrice di pallavolo. In realtà è la madre di Mila, che la ragazza credeva invece morta. La donna, molti anni prima, dopo che il marito le aveva imposto di scegliere tra la carriera agonistica e la famiglia, lo aveva abbandonato assieme alla figlia. Doppiata da Kumiko Takizawa (originale), Rosalinda Galli (1ª voce), Anna Teresa Eugeni (2ª voce, italiano).
- Yoghina Yokono (並木峯子?, Yamiki Mineko): schiacciatrice che entrerà spesso in competizione con Mila per il ruolo di titolare nelle Seven Fighters, ma che si dimostrerà anche sua amica. Doppiata da Kazue Komiya (originale), Rita Baldini (1ª voce), Maura Cenciarelli (2ª voce, italiano).
- Sori Shinoda: schiacciatrice di riconosciuto talento, arruolata dalle Seven Fighters come giovane e talentuosa promessa, diversamente da Mila che ha dovuto faticare molto per entrare. Inizialmente inclusa nella nazionale olimpica, verrà in seguito esclusa dalla squadra finale. Doppiata da Claudia Razzi (italiano).

## Manga
Disegnato da Jun Makimura su soggetto di Shizuo Koizumi Shizuo negli anni ottanta, e pubblicato dalla casa editrice Kōdansha su Nakayoshi, il manga fu poi raccolto in tre tankōbon.
In Italia è stato pubblicato quasi vent'anni dopo, dal 10 febbraio al 10 aprile del 2003, col titolo originale, da Star Comics sul periodico Starlight. Era già stato pubblicato parzialmente negli anni ottanta sul Corriere dei Piccoli (la serie fu sospesa alla fine del primo volume), con le tavole colorate, ribaltate e i nomi cambiati.
Al termine del terzo volume si trova un capitolo autoconclusivo, ma indipendente dalla storia stessa di Mila, dal titolo Irina e i pirati del mar dei Caraibi.
| Nº | Titolo italiano Giapponese 「Kanji」 - Rōmaji                   | Data di prima pubblicazione      | Data di prima pubblicazione |
| Nº | Titolo italiano Giapponese 「Kanji」 - Rōmaji                   | Giapponese                       | Italiano                    |
| 1  | Attacker YOU! 1 「アタッカーYOU! 1」 - Atakkā yū! 1             | novembre 1984 ISBN 4-06-108483-6 | 10 febbraio 2003            |
| 1  | Capitoli - Attacker You!                                        |                                  |                             |
| 2  | Attacker YOU! 2 「アタッカーYOU! 2」 - Atakkā yū! 2             | maggio 1985 ISBN 4-06-178500-1   | 10 marzo 2003               |
| 2  | Capitoli - Attacker You!                                        |                                  |                             |
| 3  | Attacker YOU! 3 「アタッカーYOU! 3」 - Atakkā yū! 3             | agosto 1985 ISBN 4-06-178509-5   | 10 aprile 2003              |
| 3  | Capitoli - Attacker You! - Irina e i pirati del mar dei Caraibi |                                  |                             |

## Anime
La serie televisiva anime è stata prodotta dalla Knack Productions e trasmessa in Giappone su TV Tokyo dal 1984 al 1985. Le due versioni della storia manga e anime differiscono molto fra di loro: in particolare la trama della versione animata è più complessa e sono presenti vari personaggi inediti.
L'edizione italiana è stata trasmessa per la prima volta dal 25 febbraio 1986 su Italia 1. Nonostante l'amore non sia un tema centrale della serie, il titolo italiano è stato forzatamente spinto verso questo aspetto puntando sulla storia affettiva tra la protagonista e Shiro. Nell'adattamento italiano inoltre Mila viene fatta diventare, alterando diversi dialoghi all'interno dei primi episodi, cugina di Mimì Ayuhara, protagonista di un altro anime sulla pallavolo Mimì e la nazionale di pallavolo; le due in realtà non hanno alcun legame familiare. L'edizione Mediaset ha comportato alcune censure, principalmente riguardanti comportamenti violenti e scene (perlopiù ironiche) con alcuni nudi o inquadrature di indumenti intimi femminili; tuttavia non sono stati apportati rilevanti cambiamenti alla trama, anche se nel primo episodio si segnalano estese riscritture dei dialoghi volte a edulcorare i contrasti della protagonista col padre e col fratellino. Il doppiaggio italiano è stato effettuato presso gli studi MOPS FILM sotto la direzione di Willy Moser. I dialoghi italiani sono di Francesco Vivaldi. Alcuni doppiatori hanno prestato la voce a più personaggi; tranne alcune eccezioni (tra cui la protagonista), generalmente a ciascun personaggio sono stati infatti associati più doppiatori che si alternano tra le varie puntate o addirittura all'interno di un singolo episodio stesso.
La serie animata è stata trasmessa anche in Spagna sul canale Telecinco sotto il nome Juana y Sergio e in Francia sul canale La Cinq sotto il nome Jeanne et Serge, entrambi i canali, gestiti da Mediaset, hanno trasmesso edizioni tradotte da quella italiana, ciò si evince anche dal fatto che le sigle sono uguali e risultano solo tradotte; la serie è stata anche trasmessa in Polonia sul canale televisivo Polonia 1 sotto il nome Pojedynek Aniołów con la differenza che la serie polacca è stata sottotitolata mantenendo il doppiaggio giapponese originale e sigla differente dalle edizioni Mediaset e dall'originale Giapponese.

### Home video
Nel 1991 una selezione di episodi è stata pubblicata in sei VHS nella collana Bim Bum Bam Video. Per l'occasione è stato utilizzato un montaggio video della sigla diverso da quello trasmesso in TV, con i titoli di coda della sigla finale a scorrimento da destra a sinistra.
Nei primi anni 2000 l'intera serie è riproposta in VHS per il circuito delle edicole da parte di Fabbri Editori.
L'intera serie è stata pubblicata in DVD nel 2007 da Dynit in un'edizione chiamata Mila & Shiro - The Complete Series. I 58 episodi sono suddivisi in due box contenente ognuno quattro dischi, il primo pubblicato il 20 marzo 2007, il secondo il 19 giugno 2007.
Dal 23 settembre 2014 La Gazzetta dello Sport e il Corriere della Sera hanno pubblicato in DVD sia questa serie che il suo sequel, in 23 uscite settimanali, con 4/5 episodi per ogni disco, fino al 24 febbraio 2015.

### Sigle
Sigla di apertura giapponese
- Seishun Prelude (青春プレリュード?, Seishun Pureryūdo), interpretata da Harumi Kamo.

Sigla di chiusura giapponese
- TWINKLE, TWINKLE interpretata da Harumi Kamo.

Sigla italiana
- Mila e Shiro - Due cuori nella pallavolo, testo di Alessandra Valeri Manera, musica di Carmelo Carucci, è interpretata da Cristina D'Avena.[16]

Sigla francese
- Jeanne et Serge, testo di Alessandra Valeri Manera, musica di Carmelo Carucci, inizialmente incisa da Cristina D'Avena in lingua francese è stata poi interpretata da Valérie Barouille.

Sigla spagnola
- Juana y Sergio - Dos Fuera de Serie, testo di Alessandra Valeri Manera, musica di Carmelo Carucci, è interpretata da Sol Pilas.